# Herradón de Pinares
Herradón de Pinares är en kommun i Spanien.   Den ligger i provinsen Provincia de Ávila och regionen Kastilien och Leon, i den centrala delen av landet, 70 km väster om huvudstaden Madrid. Antalet invånare är 532. Arean är 48 kvadratkilometer.
Terrängen i Herradón de Pinares är huvudsakligen kuperad, men åt sydost är den platt.